# 멀티탭 (휴대 전화)

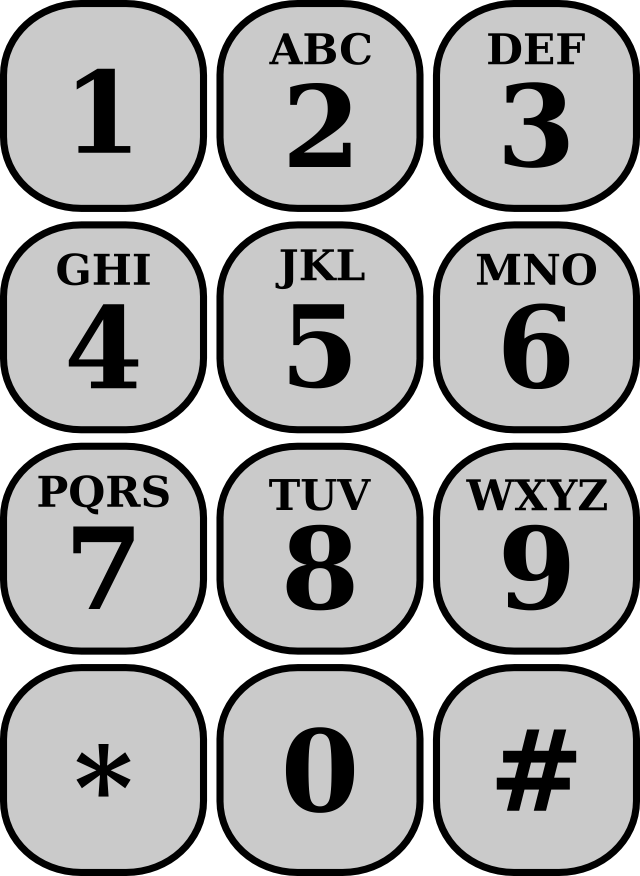

멀티탭(Multi-Tap)은 휴대 전화기를 위한 문자 입력 시스템을 말한다. 알파벳이 '2'키에 각 키의 숫자위에부터 배치되어 있으며 다음에 이어서 3개의 알파벳이 연속된다. '2'위에는 ABC가 '3'위에는 DEF가 있다. '7'의 경우 특이하게 예외적으로 PQRS의 4개 글자가 있고, '9'키는 WXYZ의 4자로 구성되어 있다. '1'위에 마침표가 전형적으로 배치되며 다양한 기능이 '*'과 '#'키에 배치된다.
이 시스템은 반복적으로 동일한 키를 누름으로써 각 글자를 순서대로 표기하며 계속 누르면 한바퀴를 돈다. 예를 들어 '3'키를 두번 누르면 글자 'E'를 가리킨다. 일정 시간 멈추면 현재의 표기되어 있는 글자가 선택된다. 다른 키도 마찬가지이다.
이는 문자 전송 서비스에서 연결되어 사용되며, 몇 개의 휴대용 통신기기(예를 들어 블랙베리)는 사용자가 입력할 수 있게 미니 키보드를 제공하여 이러한 필요를 없앴다. 대부분 표준 핸드폰은 현재 이러한 특성을 갖고 있지 않고, 대신 멀티탭에 의존한다.